# Coenochilus drescheri
Coenochilus drescheri är en skalbaggsart som beskrevs av Moser 1914. Coenochilus drescheri ingår i släktet Coenochilus och familjen Cetoniidae. Inga underarter finns listade i Catalogue of Life.